# 樹状突起スパイン
樹状突起スパイン（日本語: じゅじょうとっきすぱいん、英語: Dendritic spine）とは、神経細胞の樹状突起から突き出ている小区画で、脳のほとんどの興奮性シナプスの入力を受けているトゲ状の隆起である。神経活動などに依存して、電流の流れ方が変化したり、シナプスそのものが形成・消滅する。この数や形状的な変化が神経可塑性（神経回路形成）のメカニズムの一つである。単にスパイン（Spine）と呼ぶこともある。